# Microregione di Vacaria
La microregione di Vacaria è una microregione brasiliana dello Stato del Rio Grande do Sul, nel Nordeste Rio-Grandense. Composta da quattordici comuni, si estende su 17257,515 km² con una popolazione di 158 912 abitanti. La densità è di 9,2 ab./km². Confina con lo Stato di Santa Catarina.

## Comuni
- Bom Jesus
- Cambará do Sul
- Campestre da Serra
- Capão Bonito do Sul
- Esmeralda
- Ipê
- Jaquirana
- Lagoa Vermelha
- Monte Alegre dos Campos
- Muitos Capões
- Pinhal da Serra
- São Francisco de Paula
- São José dos Ausentes
- Vacaria